# Lacs de Fenêtre
Die Lacs de Fenêtre sind drei kleine Bergseen (2456 m, 2495 m, 2512 m) am Ende des Val Ferret in den Walliser Alpen auf einem Plateau zwischen Grosser St. Bernhard und dem Montblanc-Massiv. Im Hochsommer sind sie ein beliebtes Ziel für Bergwanderungen und dienen auch als Badeseen (durchschnittliche Wassertemperatur 10° Celsius). Der einzige nahe gelegene Ort ist der Weiler Ferret (1700 m), der nur im Sommer bewohnt ist. Die Seen liegen auf einer moosigen und dicht mit Wollgras bewachsenen Hochebene. Die Seen werden von mehreren kleinen Bächen gespeist.

## Lage
Die Seen liegen im Schweizer Kanton Wallis nahe der Grenze zu Italien.
| \| \|                                           |
| Lage der Lacs de Fenêtre in den Walliser Alpen. |
|                                                 |